# 약침
약침(藥鍼)은 한의학의 여러 치료법 중 하나이다.
경혈(經穴)에 한약재를 주입하여 침을 자극하고 약을 직접 투여하는 한방치료이다.

## 배경
생약추출물은 위장관을 거치지 않고 직접적으로 흡수될 수 있기 때문에 경구용 생약에 비해 약침의 효과가 더 빨리 발현될 것으로 기대된다.

## 같이 보기
- 동의보감
- 사상의학
- 한의학